# Sinployea rudis
Sinployea rudis fue una especie de molusco gasterópodo de la familia Charopidae en el orden de los Stylommatophora.

## Distribución geográfica
Fue endémica de las Islas Cook.